# 饶益刚
饶益刚（1947年12月—），男，汉族，安徽界首人，中共党员，中华人民共和国政治人物。

## 人物经历
饶益刚于1968年8月参加工作，1971年6月加入中共，后来在合肥工业大学就读，并于1973年毕业，曾任中共阜阳地委组织部干部科科长、阜阳地委统战部副部长、中共阜南县委副书记等职:37，1990年后又相继出任中共涡阳县委书记、亳州市（县级）党委书记，在亳州任内，他提出将当地打造成酒乡、药都，发展轻工商业，建立旅游城的发展战略，更确立了“重农、强工、活商、富民”的发展新思路，在当地打造了中国中药材交易中心，亳州市内的古井酒厂更在其支持下成为了中国大陆具有一定名气的跨行业集团；亳州市综合经济实力的增强，为日后地级亳州市的成立提供了一定的物质基础。因表现优异，饶益刚更于1995年获得中共中央组织部表彰为“全国优秀县委书记”。
日后，饶益刚又升任中共阜阳市委副书记:44，在任期间，又获得中国国家林业局颁发的1999年度“全国绿化奖章”。
1999年10月，接替臧世凯出任中共黃山市委副書記、市長，2002年，来到合肥，出任安徽省统计局局长。2007年，当选政协第九届安徽省委员会常务委员，同年4月，不再担任统计局局长；当年，饶益刚亦当选为中国统计学会七届二次常务理事会理事。